# ليونيد رادفينسكي
ليونيد "ليو" رادفينسكي (الأوكراني: Леонид Радвинський) هو رجل أعمال ملياردير أمريكي-أوكراني، تنشط أعماله على الإنترنت ومبرمج كمبيوتر. وهو مالك الأغلبية لخدمة الاشتراك في المحتوى أونلي فانز ومؤسس موقع MyFreeCams من خلال شركته مفكسي القابضة.

## نشأتها
درس رادفينسكي الاقتصاد في جامعة نورث وسترن، بالقرب من شيكاغو، إلينوي، وتخرج في عام 2002. في عام 2018 اشترى حصة 75٪ في الشركة الأم فينيكس الدولية المحدودة لموقع أونلي فانز. من مؤسسيها البريطانيين تيم ستوكلي ووالده جاي ستوكلي. بعد ذلك، أصبح الموقع يركز بشكل متزايد على المحتوى غير الآمن للعمل واكتسب سمعة واسعة في الثقافة الشعبية لكونه مكان يعتمد على المحتوى الإباحي". في فترة عامين من 2021 إلى 2022، تلقى رادفينسكي حوالي 500 مليون دولار من الأرباح من الموقع. اعتبارًا من مارس 2024، كان صافي ثروته يقدر 3 مليار دولار، وفقًا لتصنيفات فوربس للمليارديرات.

## نشاط سياسي
في أعقاب هجمات 7 أكتوبر على إسرائيل، تمكنت لجنة الشؤون العامة الأميركية الإسرائيلية (إيباك) من جمع تبرعات بقيمة 90 مليون دولار، وفقاً لوثائق داخلية سرية استعرضتها صحيفة ليفر. أظهرت الوثائق وقائمة المتبرعين التي تم تسريبها من قبل مصدر داخلي في الفترة من يناير إلى سبتمبر 2023، أن المنضمة تلقت في المتوسط حوالي 12 مليون دولار من التبرعات الشهرية المتعهد بها، في شهر أكتوبر وحده، تضاعف هذا المبلغ أكثر من ثلاثة أضعاف ويصل لأكثر من 40 مليون دولار من التبرعات المتعهد بها. وفي الشهرين التاليين تعهد المانحون بتقديم ما يقرب من 50 مليون دولار أخرى.
يمثل كبار المتبرعين في قائمة المانحين لعام 2023 التي استعرضتها الصحيفة شريحة واسعة من النخبة الأمريكية، بما في ذلك رؤساء فرق رياضة؛ رؤساء شركات الأسهم الخاصة؛ عمالقة العقارات. أعضاءالكونجرس؛ الرئيس التنفيذي السابق لشركة فيكتوريا سيكريت؛ المؤسس المشارك لشركة تمارين الرقص زومبا؛ ومبتكر لعبة الأطفال المحبوبة سكويشميلو. حاولت الصحيفة الاتصال بأكثر من خمسة وسبعين شخصًا من الأفراد المدرجين في قائمة المتبرعين. أكد تسعة أشخاص للصحيفة أنهم من المانحين. قبل النشر عرضت الصحيفة على إيباك المعلومات الواردة في التقرير. ردت المنظمة ببيان أن الكثير من المعلومات إما خاطئة، أو أسيء تفسيرها، أو غير دقيقة، أو تم الحصول عليها بشكل غير مشروع. وأن الجهد المنهجي من قبل منتقدي إسرائيل لمضايقة وترهيب وإسكات مؤيدي الدولة اليهودية. لن تؤدي إلا إلى زيادة تصميمنا على تعزيز العلاقة بين الولايات المتحدة وإسرائيل.
وعندما طلبت صحيفة ليفر من المتحدث باسم إيباك تحديد أي معلومات غير دقيقة، لم تستجب المنظمة، تابعت صحيفة الأمر ثلاث مرات قبل النشر، لكن المتحدث الرسمي توقف عن الرد، نفى ثلاثة أفراد وردت أسماؤهم في القائمة أن يكونوا متبرعين. ومن بين هؤلاء الملياردير ليونيد رادفينسكي، ووفقاً للوثائق الداخلية، تعهد رادفينسكي وزوجته كاتي تشودنوفسكي بمبلغ 11 مليون دولار لإيباك، وهو أكبر عدد من أي شخص مدرج في القائمة. نفى رادفينسكي في رسالة بالبريد الإلكتروني قائلاً "لم أتبرع أو أتعهد بمبلغ 11 مليون دولار، وهذا ينطبق علي/مؤسستي/عائلتي". وعندما سأل عن السبب الذي جعل لجنة الشؤون العامة الأمريكية الإسرائيلية تدرجه على قائمة المانحين، أجاب رادفينسكي "لا أعرف". عندما طلبت من رادفينسكي التعليق على وثائق إيباك الداخلية التي تظهر تحويلاً إلكترونيًا من زوجته إلى إيباك، توقف رادفينسكي عن الرد.